# 18381 Massenet
18381 Massenet è un asteroide della fascia principale. Scoperto nel 1991, presenta un'orbita caratterizzata da un semiasse maggiore pari a 2,7992199 UA e da un'eccentricità di 0,1412220, inclinata di 6,63824° rispetto all'eclittica.